# Ultra (Depeche Mode)
Ultra è il nono album in studio del gruppo musicale britannico Depeche Mode, pubblicato il 14 aprile 1997 dalla Mute Records.

## Descrizione
Si tratta della prima pubblicazione del gruppo sotto forma di trio composto da Dave Gahan, Martin Gore e Andrew Fletcher dai tempi di A Broken Frame del 1982. La ragione dietro a ciò è stato l'abbandono di Alan Wilder nel 1995 a seguito di vari fattori scatenanti, in particolar modo i problemi di Gahan con la droga (e il tentato suicidio avvenuto nello stesso anno).

## Promozione
Per permettere a Gahan una completa ripresa dopo essere uscito dal tunnel della droga, il gruppo decise di non svolgere un tour come per ognuno degli album precedenti, ma solo due serate incentrate sui singoli di lancio dell'album più Never Let Me Down Again. Denominati Ultra Parties, sono stati due brevi concerti andati in scena il 10 aprile 1997 a Londra (Adrenalin Village) e il successivo 16 maggio a Los Angeles (Shrine Auditorium). Come musicisti aggiuntivi per i due concerti, sono stati ingaggiati il tastierista Dave Clayton, il quale ha già lavorato all'album, e il batterista Christian Eigner, che negli anni successivi diventerà un collaboratore fisso del gruppo sia in studio che durante i concerti.

## Tracce
Testi e musiche di Martin L. Gore.
1. Barrel of a Gun – 5:35
2. The Love Thieves – 6:34
3. Home – 5:42
4. It's No Good – 5:58
5. Uselink – 2:21
6. Useless – 5:12
7. Sister of Night – 6:04
8. Jazz Thieves – 2:54
9. Freestate – 6:44
10. The Bottom Line – 4:26
11. Insight – 6:26
12. Junior Painkiller – 2:11 – traccia fantasma

DVD bonus nella riedizione del 2007
- A Short Film

1. Depeche Mode: 1996-98 (Oh Well, That's the End of the Band...) – 47:30

- Ultra in 5.1 and Stereo

1. Barrel of a Gun – 5:37
2. The Love Thieves – 6:34
3. Home – 5:43
4. It's No Good – 6:08
5. Uselink – 2:11
6. Useless – 5:12
7. Sister of Night – 6:04
8. Jazz Thieves – 2:54
9. Freestate – 6:43
10. The Bottom Line – 4:27
11. Insight – 6:26
12. Junior Painkiller – 2:07 – traccia fantasma

- Live in London, April 1997

1. Barrel of a Gun – 6:00
2. It's No Good – 4:08
3. Useless – 5:23

- Additional Tracks

1. Painkiller – 7:29
2. Slowblow – 5:25
3. Only When I Lose Myself – 4:35
4. Surrender – 6:20
5. Headstar – 4:25

## Formazione
Hanno partecipato alle registrazioni, secondo le note di copertina:
Gruppo
- David Gahan – voce
- Andrew Fletcher – strumentazione, voce
- Martin Gore – strumentazione, voce, voce principale (tracce 3 e 10)

Altri musicisti
- Kerry Hopwood – programmazione
- Dave Clayton – tastiera, programmazione tastiera, arrangiamento strumenti ad arco (traccia 3)
- Victor Indrizzo – percussioni (tracce 1 e 4)
- Richard Niles – direzione (traccia 3)
- Graham Perkins – coordinazione strumenti ad arco (traccia 3)
- Daniel Miller – Roland System 700 (traccia 5)
- Gota Yashiki – batteria (traccia 6)
- Keith LeBlanc – batteria (traccia 6)
- Danny Cummings – percussioni (tracce 6 e 9)
- Doug Wimbish – basso (traccia 6)
- Jaki Liebezeit – percussioni (traccia 10)
- B. J. Cole – pedal steel guitar (traccia 10)

Produzione
- Tim Simenon – produzione, missaggio
- Q – missaggio, ingegneria del suono
- Paul Hicks – assistenza tecnica
- Guy Massey – assistenza tecnica
- Lee Fitzgerald – assistenza tecnica
- Tom Rixton – assistenza tecnica
- Gary Forde – assistenza tecnica
- Lee Phillips – assistenza tecnica
- Jamie Campbell – assistenza tecnica
- Jim – assistenza tecnica
- Greg – assistenza tecnica
- Audie Chamberlain – assistenza tecnica
- Robbie Kazandjian – assistenza tecnica
- Mike Marsh – mastering
- Anton Corbijn – direzione artistica, fotografia, copertina principale
- Brian Dowling – stampa dei colori
- Area – design interni
- Gareth Jones – missaggio (tracce 5 e 8), ingegneria aggiuntiva della voce (tracce 2, 3 e 9)

## Classifiche
| Classifica (1997) | Posizione massima |
| ----------------- | ----------------- |
| Australia         | 7                 |
| Austria           | 5                 |
| Belgio (Fiandre)  | 8                 |
| Belgio (Vallonia) | 1                 |
| Canada            | 2                 |
| Danimarca         | 3                 |
| Europa            | 1                 |
| Finlandia         | 3                 |
| Francia           | 2                 |
| Germania          | 1                 |
| Irlanda           | 4                 |
| Italia            | 2                 |
| Norvegia          | 2                 |
| Nuova Zelanda     | 25                |
| Paesi Bassi       | 17                |
| Portogallo        | 4                 |
| Regno Unito       | 1                 |
| Spagna            | 1                 |
| Stati Uniti       | 5                 |
| Svezia            | 1                 |
| Svizzera          | 4                 |